# 迪恩·史密斯
迪恩·史密夫（英語：Dean Smith，1971年3月19日—）是一名英格蘭前足球員，司職中堅，出身華素爾，曾效力赫里福特聯﹑奥連特﹑錫周三和維爾港，在聯賽上陣超過550場，獲首4支球隊委任為隊長，退役後擔任足球管理工作。

## 生平

### 球員
史密夫於1989年在華素爾展開足球事業，以19歲之齡成為球隊歷來最年輕的隊長，效力5年期間在聯賽及盃賽上陣166場。在1994年以破球會紀錄的8萬英鎊簽約加盟赫里福特聯，其後3年為球隊上陣146場。史密夫於轉投奥連特後的6年間在各項賽事合共上陣309場。於2003年改投錫周三，僅效力1個球季後再投效維爾港，隨後於2005年1月宣佈退役。在其長達16年的球員生涯合共在聯賽上陣566場及射入54球。

### 教練及領隊
史密夫重返奥連特，初時擔任青年隊教練，其後升任助理領隊直至2009年1月。同年7月獲母會華素爾邀請出任青年軍主管，於2011年1月臨危受命，接掌帥印，以第20位結束球季成功護級。
2015年史密夫帶領華素爾打進英格蘭聯賽錦標決賽，是球會歷來首次晉身全國性盃賽决賽，亦是首度在温布萊球場亮相，最終不敵布里斯托城屈居亞軍。
2015年11月30日，英冠球會賓福特與華素爾達成賠償協議，史密斯和副手理察·奥基利（Richard O'Kelly）一同離隊加盟。

## 榮譽

### 領隊
個人
- 英甲每月最佳領隊：2013年1月﹑2015年8月；

華素爾
- 英格蘭聯賽錦標亞軍：2015年；

## 外部連結
- 足球数据库：迪恩·史密夫的球员统计数据
- 足球資料庫：迪恩·史密夫的領隊統計數據